# Glinno (kolonia w województwie łódzkim)
Glinno – kolonia w Polsce, położona w województwie łódzkim, w powiecie sieradzkim, w gminie Warta.
W latach 1975–1998 miejscowość administracyjnie należała do województwa sieradzkiego.